# Xuân ấm tình người
Xuân ấm tình người là một bộ phim truyền hình được thực hiện bởi Công ty MIA do Quách Khoa Nam làm đạo diễn. Phim phát sóng vào lúc 20h00 từ thứ 2 đến thứ 7 hàng tuần bắt đầu từ ngày 21 tháng 1 năm 2022 và kết thúc vào ngày 28 tháng 1 năm 2022 trên kênh THVL1.

## Nội dung
Theo thông lệ hàng năm, vào ngày 23 tháng Chạp, các Táo sẽ cưỡi cá chép bay về trời để báo cáo với Ngọc Hoàng (Mai Huỳnh) chuyện năm qua nơi trần thế. Nhưng năm nay, ngày 23 đã đến mà các Táo vẫn chưa thể lên đường.

## Diễn viên
- Mai Huỳnh trong vai Ngọc Hoàng[6]
- Phương Bình trong vai Nam Tào[7]
- Mai Dũng trong vai Bắc Đẩu[7]
- Quách Khoa Nam trong vai Thiên Lôi
- Lê Trang trong vai Táo Mai
- Ngọc Xuyên trong vai Tiên Tình Yêu
- Dũng Nhí trong vai Táo Huấn[7]
- Quang Thái trong vai Tuấn Đào[8]
- Tăng Huỳnh Như trong vai Ánh Mai[8]

Cùng một số diễn viên khác....